# Santa María de los Ángeles, Michoacán de Ocampo
Santa María de los Ángeles är en ort i Mexiko.   Den ligger i kommunen Tlalpujahua och delstaten Michoacán de Ocampo, i den sydöstra delen av landet, 120 km väster om huvudstaden Mexico City. Santa María de los Ángeles ligger 2 708 meter över havet och antalet invånare är 1 694.
Terrängen runt Santa María de los Ángeles är huvudsakligen kuperad, men den allra närmaste omgivningen är platt. Runt Santa María de los Ángeles är det ganska tätbefolkat, med 179 invånare per kvadratkilometer. Närmaste större samhälle är El Oro de Hidalgo, 7,4 km öster om Santa María de los Ángeles. Trakten runt Santa María de los Ángeles består till största delen av jordbruksmark.